# 萬壽宫 (順天府通州)
39°54′28″N 116°39′41″E / 39.9078593°N 116.6613256735°E

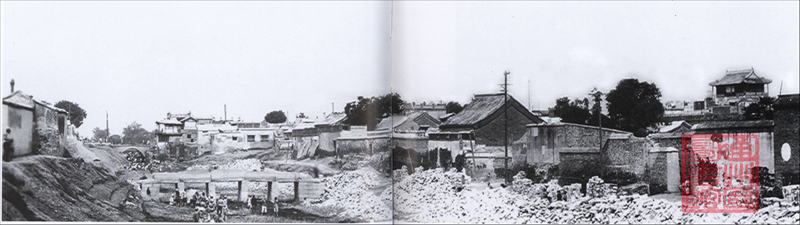
约1953年，拆除通州城墙，填平万寿宫前通惠河穿城河支流修建新华东街的情形。中间偏右的就是万寿宫。

萬壽宫是北京市通州区曾经的一座庙宇。万寿宫一带曾是通州的闹市，全长约600米的范围是闸桥到西城墙，商业经营范围在街的东半部。临街店铺曾有金店、花鸟店、鞋店、文具店秀文堂、马姓中药铺、润身照相馆、半施医院、茶社书馆等共40-50家商店。人行道有各种地摊，还有各地特色的小吃、游戏娱乐、曲艺杂耍。现在此处是中国北京人力资源服务产业园通州园区。

## 历史
乾隆三十年（1765年），江西省十三个运粮船帮在此建立江西漕运会馆，用于漕运船工休息。
道光元年（1821年）重建，更名为萬壽宫。前后分四进院落，前殿供奉江西东晋时的道士许真君。
1938年，在此处建立财光市场，是通州最繁华的地方。
萬壽宫曾经在通惠河的一部分穿城河岸边，1952年之后，填平水沟建立了新华东街，万寿宫拆除。
|  | 通州 新城 北門 南門 新城南門 西門 東門 北極閣 文昌閣 敵樓 舊敵樓 鼓樓 文殊塔 南溪閘 減水閘 通流閘 新城大街 西大街 北大街 东大街 南关大街 南大街 西顺城街 天成巷 帥府街 東關大街 十字街 大、小紅牌樓胡同 新街下坡胡同 新街口 西倉 南倉 中倉 馬家胡同 熊家胡同 四眼井胡同 史家胡同 白將胡同 大条胡同 二条 三条胡同 小燒酒胡同 半截胡同 大燒酒胡同 中倉胡同 倉溝 史家胡同 石板胡同 如意胡同 蔡家胡同 教子胡同 東塔胡同 前剪子巷 后剪子巷 豆腐巷 八里橋 通利橋 哈叭橋 善人橋 臥虎橋 吾党橋 東水關 南水關 東海 西海 葫蘆頭 石壩 土壩 北運河 通州衛 理事廳 倉場署 刑錢府 江蘇局 浙江局 貢院 後營 東營房 西營房胡同 定邊衛 北後街 南街 黃亭 聖教寺 慈航寺 靜安寺 觀昌寺 文廟 武聖廟 大關廟 龍王觀 三官廟 萬壽宫 碧霞宫 射園 北果市 牛市口 魚市 糧食市 江米店 東柵欄口 西柵欄口 玉带河 |
|  | 光緒《通州志》中的“城池圖” |